# کریستین موزیو
کریستین موزیو (فرانسوی: Christine Muzio‎; ۱۰ مهٔ ۱۹۵۱ – ۲۹ نوامبر ۲۰۱۸) شمشیرباز اهل فرانسه بود.
وی در مسابقات کشوری و بین‌المللی در مجموع برندهٔ ۱ مدال طلا، ۱ مدال نقره شده‌است.